# Asedio de la fortaleza de Fuenterrabía (1521-1524)
El asedio de la fortaleza de Fuenterrabía tuvo lugar cuando el ejército franco-navarro la había tomado en una nueva incursión, tras el fracaso del tercer intento de reconquistar el Reino de Navarra, que había sido invadido en 1512 por tropas de las unificadas coronas de Castilla y Aragón.
La Fuenterrabía del siglo XVI abarcaba también la mayor parte del término municipal de la actual ciudad de Irún, el municipio de Lezo, y partes de Hendaya, Urruña ( barrio de Béhobie) y Pasajes (distrito de Pasajes de San Juan). La villa y fortaleza estaban situadas en un alto rodeadas de murallas, monte y mar en la desembocadura del río Bidasoa.
Su situación fronteriza y sus características orográficas hicieron que tanto Carlos I el Emperador como el monarca francés Francisco I ambicionasen su posesión. Por ello, ambas Coronas designaron comisarios para dilucidar los problemas de límites de las aguas en los conflictos de las villas de Fuenterrabía y Hendaya, algo que hasta entonces se había solucionado por concertación, convenio o facería.
En 1512, se realizó la primera contraofensiva para recuperar el reino de Navarra tras su invasión por las Coronas de Castilla y Aragón, en la que el mariscal Pedro de Navarra con 2000 hombres dentro del contingente de Lautrec y Borbón fueron frenados por Luis I de la Cueva, II Señor de Solera. Para impedir otra invasión, se procedió a la fortificación, ordenándose en noviembre de ese año la construcción de un castillo en Behovia, que reforzaba la eficacia del fuerte de Fuenterrabía.
A partir de 1517 se definieron por ley los derechos territoriales de la zona por parte de los dos reinos, el de España y el de Francia, quedando los naturales divididos.

## La toma por los franco-navarros
A comienzos de octubre de 1521 el castillo de Behovia fue tomado por las tropas al mando del almirante francés Guillermo Goufier, señor de Bonnivet, sin que apenas se produjeran bajas, ya que se opuso poca resistencia. Cercando seguidamente la fortaleza de Fuenterrabía el 6 de octubre, tomándola doce días después, tras tres asaltos por voluntarios navarros y gascones, entre los que se produjeron cerca de mil bajas. Diego de Vera, alcaide de la plaza, se rindió el 18 de octubre.
El señor de Bonnivent estableció una guarnición con 3000 hombres, que eran 2000 gascones y 1000 navarros a las órdenes de Jacques D'Aillon, señor de Luda, que quedó como alcalde de la plaza "en nombre del rey de Navarra". Por ello la bandera de Navarra estuvo ondeando durante todo el asedio, a pesar de la intención de los franceses de izar su bandera.
Carlos I solicitó el arbitraje del rey Enrique VIII de Inglaterra para que interviniera ante Francisco I y le requiriese esta plaza. El conocimiento de estas conversaciones por parte de los navarros fue decisivo para el reemplazo de la guarnición meses más tarde.

## El asedio de la fortaleza
Beltrán de la Cueva y Toledo, III duque de Alburquerque, fue designado, el 23 de mayo de 1522, nuevo capitán general de Guipúzcoa, aunque ya ejercía el cargo con anterioridad, que con un aumento de tropas significativo procedentes de distintos lugares, entre 3000 y 4000 lansquenetes alemanes, y soldados reclutados en Castilla, la propia Navarra, Aragón, Vizcaya, La Rioja y Álava.
Ante las dificultades para defender el castillo de Behovia, el ejército francés decidió abandonarlo. Se realizó la retirada de forma correcta llevándose los cañones, armas y vituallas. Posteriormente se dispusieron distintas cargas explosivas para destruir sus murallas, pero sus mechas fueron apagadas por las tropas castellanas al mando del capitán Ochoa Sanz de Asua, que tomaron el castillo.
Dos días después se produjo la batalla del monte Aldabe o de San Marcial.
En julio de 1522, se decidió rendir la fortaleza por hambre. Al cabo de diez meses sin ser abastecida, comenzaron a producirse muertes por el hambre. Acudieron tropas francesas que, tras cruzar el Bidasoa, hicieron huir a las tropas imperiales, pudiendo abastecer la plaza y renovar la guarnición. Por esta razón fue destituido Beltrán de la Cueva, que fue sustituido por Íñigo Fernández de Velasco, condestable de Castilla.
El control naval de la fortaleza permitió que el abastecimiento se pudiera mantener. Durante todo el asedio ondeó en la fortaleza la bandera roja de Navarra, a pesar de que los franceses intentaron imponer la suya.
En el invierno de 1523-1524 se organizó una gran ofensiva por parte del emperador Carlos I contra Francisco I, con la intención de ocupar Toulouse, la Baja Navarra, Bayona y Fuenterrabía. Esta campaña fracasó tras 24 días con la pérdida de una cuarta parte del ejército por causa de deserciones y enfermedades. Estas tropas se reagruparon y pasaron a engrosar el grueso del ejército que cercaba Fuenterrabía.
El 2 de febrero se inició el bombardeo de la fortaleza y comenzaron las negociaciones para la rendición. El 27 de febrero los franceses abandonaron la fortaleza, quedando en ella únicamente soldados navarros, siendo el más señalado Pedro de Navarra, hijo del mariscal Pedro de Navarra que había resultado muerto en extrañas circunstancias, presumiblemente asesinado, en la prisión de Simancas en 1522.
El 29 de febrero de 1524 se otorgó el perdón a los navarros encerrados, con la condición de que en el plazo de dos meses se entregaran y otorgaran juramento y fidelidad a Carlos I. La plaza se rindió el 29 de abril.